# Praia do Abricó (Rio de Janeiro)
Mãe e filhos na praia do Abricó
A praia do Abricó localiza-se em Grumari, próximo à Barra da Tijuca e Recreio dos Bandeirantes, na zona Oeste da cidade do Rio de Janeiro, no Brasil.
Localizada dentro do Parque Municipal de Grumari, após a Prainha e junto à praia de Grumari, é atualmente a única praia destinada à prática do naturismo em toda a cidade. Está afiliada oficialmente à Federação Brasileira de Naturismo (FBrN).
No estado do Rio de Janeiro existem ainda outras opções para a prática do Naturismo, como o Recanto do Paraíso - único clube naturista do estado; a Praia Brava de Cabo Frio e a Praia Olho de Boi em Armação dos Búzios.

## Histórico
Desde a década de 1940 os cariocas utilizam as areias do Abricó para a vivência do Naturismo. Na década de 1950, Luz del Fuego e seu grupo também frequentaram a praia do Abricó.
Em 1972 foi aberta a Avenida Estado da Guanabara, o que facilitou mais ainda o acesso a esta praia.
Nos anos seguintes, as pessoas frequentavam o Abricó sem maiores problemas. No entanto com a criação da FBrN e com a mídia brasileira enfocando a Praia do Pinho, acabou se tornando imperativo que a praia do Abricó também se regulamentasse.
Em 1992 o então Secretário Municipal de Meio Ambiente Alfredo Sirkis, do Partido Verde (RJ), sugeriu ao prefeito Cesar Maia que ele aprovasse um projeto de lei autorizando a prática do naturismo no Abricó.[carece de fontes?]
A lei foi aprovada apenas em 1994 e, mesmo assim, um advogado entrou com uma liminar cassando a decisão da Prefeitura. Como este advogado perdeu em todas as instâncias da Justiça Brasileira, não existe mais recursos a serem feitos.[carece de fontes?]

## Atual Diretoria da Associação
Pedro Ricardo de Assis Ribeiro é o autor do projeto de lei que regulamenta a prática do naturismo no Brasil e é o Presidente da Associação Naturista da Praia do Abricó desde que esta existe. Apesar da prática naturista no local desde a década de 1970, foi regulamentada e publicada em Diário oficial apenas em 6 de novembro de 2014, tornando-se oficialmente a primeira praia naturista do Rio de Janeiro.

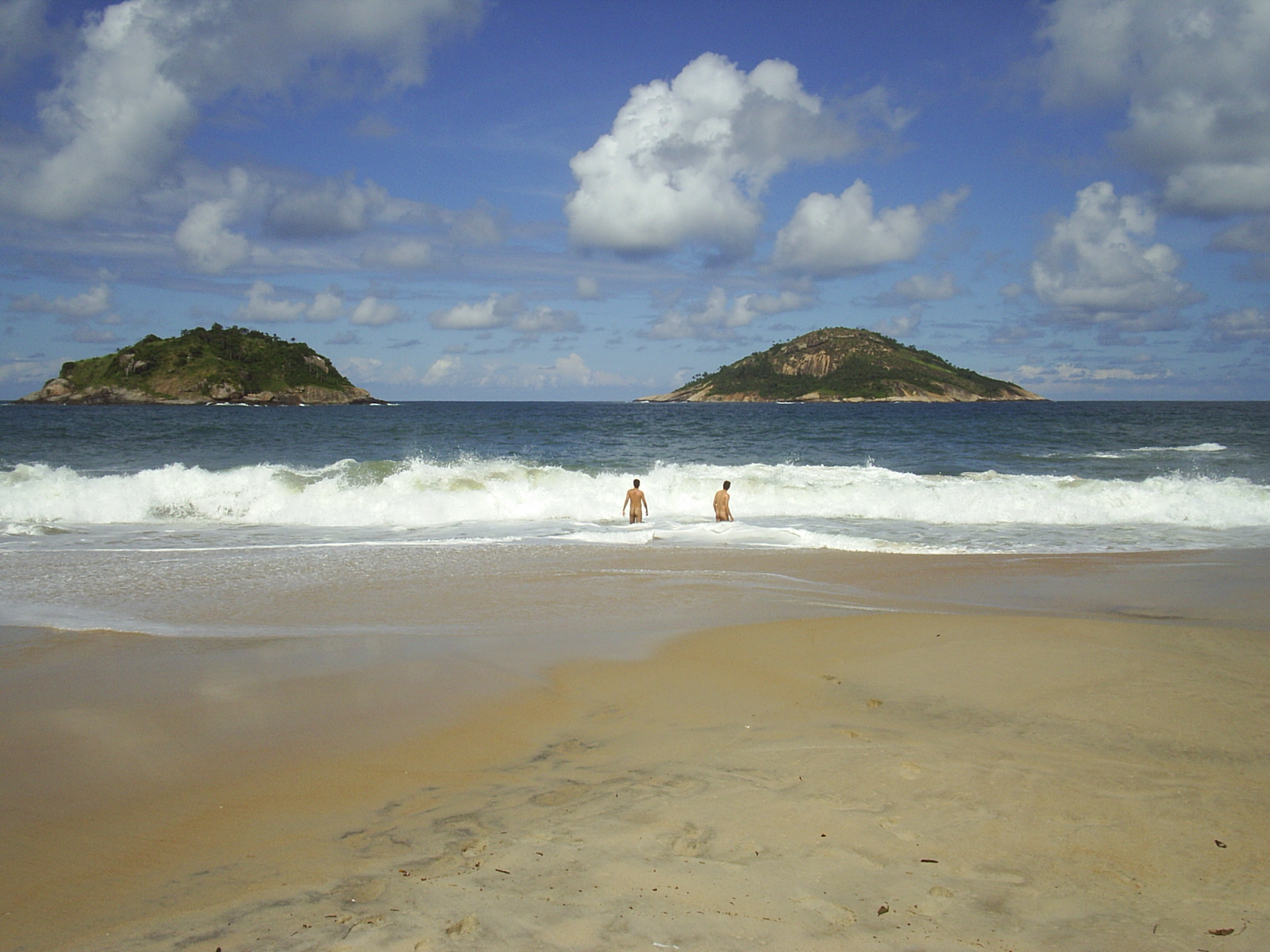
Praia do Abricó.